# Zwemmen op de Olympische Zomerspelen 1968

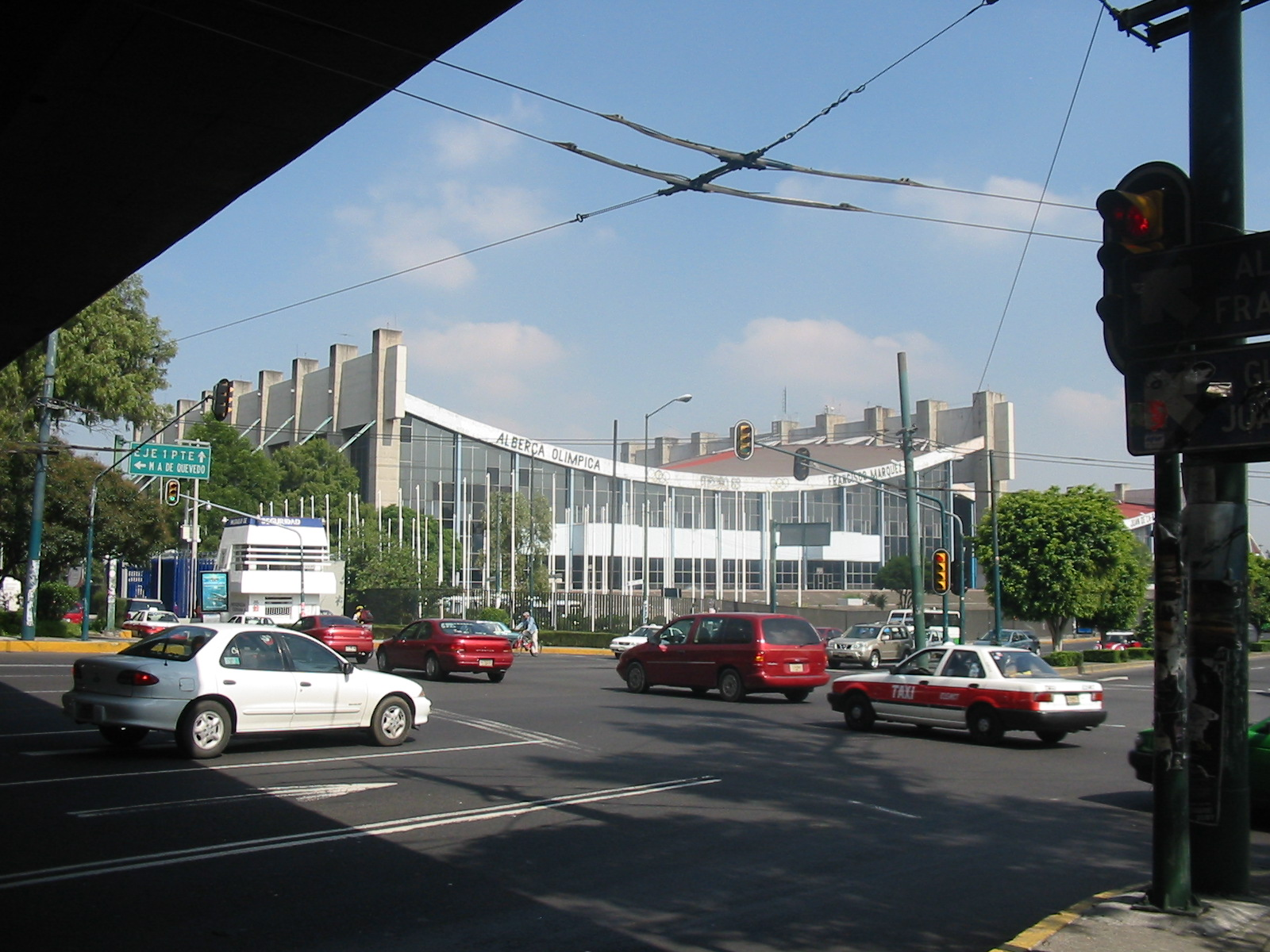
Het Olympische zwembad "Francisco Marquez"

Zwemmen is een van de sporten die beoefend werden tijdens de Olympische Zomerspelen 1968 in Mexico-Stad.

## Heren

### 100 m vrije slag
| rang   | sporter          | land | tijd    |
| ------ | ---------------- | ---- | ------- |
| Goud   | Mike Wenden      | AUS  | WR 52.2 |
| Zilver | Ken Walsh        | USA  | 52.8    |
| Brons  | Mark Spitz       | USA  | 53.0    |
| 4      | Robert McGregor  | GBR  | 53.5    |
| 5      | Leonid Iljitsjov | URS  | 53.8    |
| 6      | Georgi Koelikov  | URS  | 53.8    |
| 7      | Luis Nicolao     | ARG  | 53.9    |
| 8      | Zac Zorn         | USA  | 53.9    |

### 200 m vrije slag
| rang   | sporter              | land | tijd      |
| ------ | -------------------- | ---- | --------- |
| Goud   | Mike Wenden          | AUS  | OR 1:55.2 |
| Zilver | Don Schollander      | USA  | 1:55.8    |
| Brons  | John Nelson          | USA  | 1:58.1    |
| 4      | Ralph Hutton         | CAN  | 1:58.6    |
| 5      | Alain Mosconi        | FRA  | 1:59.1    |
| 6      | Bob Windle           | AUS  | 2:00.9    |
| 7      | Semjon Belits-Geiman | URS  | 2:01.5    |
| —      | Steve Rerych         | USA  | DNS       |

### 400 m vrije slag
| rang   | sporter                | land | tijd      |
| ------ | ---------------------- | ---- | --------- |
| Goud   | Mike Burton            | USA  | OR 4:09.0 |
| Zilver | Ralph Hutton           | CAN  | 4:11.7    |
| Brons  | Alain Mosconi          | FRA  | 4:13.3    |
| 4      | Greg Brough            | AUS  | 4:15.9    |
| 5      | Graham White           | AUS  | 4:16,7    |
| 6      | John Nelson            | USA  | 4:17.2    |
| 7      | Hans-Joachim Fassnacht | FRG  | 4:18.1    |
| 8      | Brent Berk             | USA  | 4:26.0    |

### 1500 m vrije slag
| rang   | sporter              | land | tijd       |
| ------ | -------------------- | ---- | ---------- |
| Goud   | Mike Burton          | USA  | OR 16:38.9 |
| Zilver | John Kinsella        | USA  | 16:57.3    |
| Brons  | Greg Brough          | AUS  | 17:04.7    |
| 4      | Graham White         | AUS  | 17:08.0    |
| 5      | Ralph Hutton         | CAN  | 17:15.6    |
| 6      | Guillermo Echevarría | MEX  | 17:36.4    |
| 7      | Juan Alanís          | MEX  | 17:46.6    |
| 8      | John Nelson          | USA  | 18:05.1    |

### 100 m rugslag
| rang   | sporter           | land | tijd    |
| ------ | ----------------- | ---- | ------- |
| Goud   | Roland Matthes    | GDR  | OR 58.7 |
| Zilver | Charles Hickcox   | USA  | 1:00.2  |
| Brons  | Ronald Mills      | USA  | 1:00.5  |
| 4      | Larry Barbiere    | USA  | 1:01.1  |
| 5      | Jim Shaw          | CAN  | 1:01.4  |
| 6      | Bob Schoutsen     | NED  | 1:01.8  |
| 7      | Reinhard Blechert | FRG  | 1:01.9  |
| 8      | Franco del Campo  | ITA  | 1:02.0  |

### 200 m rugslag
| rang   | sporter            | land | tijd      |
| ------ | ------------------ | ---- | --------- |
| Goud   | Roland Matthes     | GDR  | OR 2:09.6 |
| Zilver | Mitchell Ivey      | USA  | 2:10.6    |
| Brons  | Jack Horsley       | USA  | 2:10.9    |
| 4      | Gary Hall          | USA  | 2:12.6    |
| 5      | Santiago Esteva    | ESP  | 2:12.9    |
| 6      | Leonid Dobroskokin | URS  | 2:15.4    |
| 7      | Joachim Rother     | GDR  | 2:15.8    |
| 8      | Franco del Campo   | ITA  | 2:16.5    |

### 100 m schoolslag
| rang   | sporter           | land | tijd      |
| ------ | ----------------- | ---- | --------- |
| Goud   | Don McKenzie      | USA  | OR 1:07.7 |
| Zilver | Vladimir Kosinski | URS  | 1:08.0    |
| Brons  | Nikolai Pankin    | URS  | 1:08.0    |
| 4      | José Fiolo        | BRA  | 1:08.1    |
| 5      | Jevgeni Michailov | URS  | 1:08.4    |
| 6      | Ian O'Brien       | AUS  | 1:08.6    |
| 7      | Alberto Forelli   | ARG  | 1:08.7    |
| 8      | Egon Henninger    | GDR  | 1:09.7    |

### 200 m schoolslag
| rang   | sporter           | land | tijd   |
| ------ | ----------------- | ---- | ------ |
| Goud   | Felipe Muñoz      | MEX  | 2:28.7 |
| Zilver | Vladimir Kosinski | URS  | 2:29.2 |
| Brons  | Brian Job         | USA  | 2:29.9 |
| 4      | Nikolai Pankin    | URS  | 2:30.3 |
| 5      | Jevgeni Michailov | URS  | 2:32.8 |
| 6      | Egon Henninger    | GDR  | 2:33.2 |
| 7      | Philip Long       | USA  | 2:33.6 |
| 8      | Osamu Tsurumine   | JPN  | 2:34.9 |

### 100 m vlinderslag
| rang   | sporter            | land | tijd    |
| ------ | ------------------ | ---- | ------- |
| Goud   | Douglas Russell    | USA  | OR 55.9 |
| Zilver | Mark Spitz         | USA  | 56.4    |
| Brons  | Ross Wales         | USA  | 57.2    |
| 4      | Vladimir Nemsjilov | URS  | 58.1    |
| 5      | Satoshi Maruya     | JPN  | 58.6    |
| 6      | Joeri Soezdaltsev  | URS  | 58.8    |
| 7      | Lutz Stocklasa     | FRG  | 58.9    |
| 8      | Robert Cusack      | AUS  | 59.8    |

### 200 m vlinderslag
| rang   | sporter          | land | tijd   |
| ------ | ---------------- | ---- | ------ |
| Goud   | Carl Robie       | USA  | 2:08.7 |
| Zilver | Martyn Woodroffe | GBR  | 2:09.0 |
| Brons  | John Ferris      | USA  | 2:09.3 |
| 4      | Valentin Koezmin | URS  | 2:10.6 |
| 5      | Peter Feil       | SWE  | 2:10.9 |
| 6      | Folkert Meeuw    | FRG  | 2:11.5 |
| 7      | Viktor Sjarygin  | URS  | 2:11.9 |
| 8      | Mark Spitz       | USA  | 2:13.5 |

### 200 m wisselslag
| rang   | sporter            | land | tijd      |
| ------ | ------------------ | ---- | --------- |
| Goud   | Charles Hickcox    | USA  | OR 2:12.0 |
| Zilver | Gregory Buckingham | USA  | 2:13.0    |
| Brons  | John Ferris        | USA  | 2:13.3    |
| 4      | Juan Bello         | PER  | 2:13.7    |
| 5      | George Smith       | CAN  | 2:15.9    |
| 6      | John Gilchrist     | CAN  | 2:16.6    |
| 7      | Michael Holthaus   | FRG  | 2:16.8    |
| 8      | Péter Lázár        | HUN  | 2:18.3    |

### 400 m wisselslag
| rang   | sporter            | land | tijd   |
| ------ | ------------------ | ---- | ------ |
| Goud   | Charles Hickcox    | USA  | 4:48.4 |
| Zilver | Gary Hall          | USA  | 4:48.7 |
| Brons  | Michael Holthaus   | FRG  | 4:51.4 |
| 4      | Gregory Buckingham | USA  | 4:51.4 |
| 5      | John Gilchrist     | CAN  | 4:56.7 |
| 6      | Reinhard Merkel    | FRG  | 4:59.8 |
| 7      | Andrej Doenajev    | URS  | 5:00.3 |
| 8      | Rafaél Hernández   | MEX  | 5:04.3 |

### 4x100 m vrije slag
| rang   | sporters                                                                                              | land | tijd                | totale tijd |
| ------ | --- | ---- | ------------------- | ----------- |
| Goud   | Zac Zorn Steve Rerych Mark Spitz Ken Walsh William Johnson David Johnson Michael Wall Don Schollander | USA  | 53.4 52.8 52.7 52.8 | WR 3:31.7   |
| Zilver | Semjon Belits-Geiman Viktor Mazanov Georgi Koelikov Leonid Iljitsjov Sergej Goesev                    | URS  | 54.7 54.0 52.9 52.6 | 3:34.2      |
| Brons  | Greg Rogers Bob Windle Robert Cusack Mike Wenden                                                      | AUS  | 55.2 54.1 53.7 51.7 | 3:34.7      |
| 4      | Mike Turner Robert McGregor Anthony Jarvis David Hembrow                                              | GBR  | 55.5 54.2 55.4 53.3 | 3:38.4      |
| 5      | Frank Wiegand Horst-Günter Gregor Udo Poser Lothar Gericke                                            | GDR  | 54.3 55.4 54.8      | 3:38.8      |
| 6      | Peter Schorning Wolfgang Kremer Olaf von Schilling Hans-Joachim Fassnacht                             | FRG  | 54.5 55.2 54.7 54.2 | 3:39.0      |
| 7      | Glen Finch George Smith Ralph Hutton John Gilchrist                                                   | CAN  | 55.3 54.2 54.4      | 3:39.2      |
| 8      | Kunihiro Iwasaki Masayuki Ohsawa Satoru Nakano Teruhiko Kitani                                        | JPN  | 55.3 55.4 55.9 54.9 | 3:41.5      |

### 4x200 m vrije slag
| rang   | sporters | land | tijd                        | totale tijd |
| ------ | --- | ---- | --------------------------- | ----------- |
| Goud   | John Nelson Steve Rerych Mark Spitz Don Schollander William Johnson David Johnson Andrew Strenk Michael Wall | USA  | 1:58.6 1:59.4 2:00.5 1:54.6 | OR 7:52.3   |
| Zilver | Greg Rogers Graham White Bob Windle Mike Wenden                                                              | AUS  | 1:59.8 1:59.9 1:59.7 1:54.3 | 7:53.8      |
| Brons  | Vladimir Boere Semjon Belits-Geiman Georgi Koelikov Leonid Iljitsjov                                         | URS  | 2:02.3 2:01.2 2:00.5 1:57.6 | 8:01.7      |
| 4      | George Smith Ronald Jacks John Gilchrist Ralph Hutton                                                        | CAN  | 2:01.6 2:02.5 2:01.5 1:57.6 | 8:03.2      |
| 5      | Michel Rousseau Gérard Letast Francis Luyce Alain Mosconi                                                    | FRA  | 1:59.5 2:02.8 2:03.6 1:57.1 | 8:03.8      |
| 6      | Hans-Joachim Fassnacht Olaf von Schilling Folkert Meeuw Wolfgang Kremer                                      | FRG  | 2:00.5 2:01.3 2:01.9 2:00.7 | 8:04.3      |
| 7      | Frank Wiegand Horst-Günter Gregor Alfred Müller Jochen Herbst                                                | GDR  | 1:58.4 2:02.6 2:01.3 2:03.7 | 8:06.0      |
| 8      | Hans Ljungberg Gunnar Larsson Olle Ferm Lester Eriksson                                                      | SWE  | 2:01.9 2:01.4 2:04.7 2:04.1 | 8:12.1      |

### 4x100 m wisselslag
| rang   | sporters | land | tijd                      | totale tijd |
| ------ | --- | ---- | ------------------------- | ----------- |
| Goud   | Charles Hickcox Don McKenzie Douglas Russell Ken Walsh Ronald Mills Chester Jastremski Carl Robie Don Schollander                | USA  | 1:00.4 1:07.4 55.0 52.1   | 3:54.9      |
| Zilver | Roland Matthes Egon Henninger Horst-Günter Gregor Frank Wiegand                                                                  | GDR  | WR 58.0 1:07.8 58.6 53.1  | 3:57.5      |
| Brons  | Joeri Gromak Vladimir Kosinski Vladimir Nemsjilov Leonid Iljitsjov Viktor Mazanov Nikolai Pankin Joeri Soezdaltsev Sergej Goesev | URS  | 1:02.9 1:07.1 58.0 52.7   | 4:00.7      |
| 4      | Karl Byrom Ian O'Brien Robert Cusack Mike Wenden                                                                                 | AUS  | 1:01.5 1:08.5 59.4 51.4   | 4:00.8      |
| 5      | Kishio Tanaka Nobutaka Taguchi Satoshi Maruya Kunihiro Iwasaki                                                                   | JPN  | 1:02.8 1:07.1 57.8 54.1   | 4:01.8      |
| 6      | Reinhard Blechert Gregor Betz Lutz Stocklasa Wolfgang Kremer                                                                     | FRG  | 1:02.6 1:09.6 59.5 53.7   | 4:05.4      |
| 7      | Jim Shaw William Mahony Toomas Arusoo John Gilchrist                                                                             | CAN  | 1:01.3 1:09.8 1:00.5 55.7 | 4:07.3      |
| 8      | Santiago Esteva José Durán Arturo Lang José Chicoy                                                                               | ESP  | 1:02.4 1:12.0 1:00.1 54.3 | 4:08.8      |

## Dames

### 100 m vrije slag
| rang   | sporter           | land | tijd   |
| ------ | ----------------- | ---- | ------ |
| Goud   | Jan Henne         | USA  | 1:00.0 |
| Zilver | Sue Pedersen      | USA  | 1:00.3 |
| Brons  | Linda Gustavson   | USA  | 1:00.3 |
| 4      | Marion Lay        | CAN  | 1:00.5 |
| 5      | Martina Grunert   | GDR  | 1:01.0 |
| 6      | Alexandra Jackson | GBR  | 1:01.0 |
| 7      | Mirjana Šegrt     | YUG  | 1:01.5 |
| 8      | Judit Turóczy     | HUN  | 1:01.5 |

### 200 m vrije slag
| rang   | sporter           | land | tijd      |
| ------ | ----------------- | ---- | --------- |
| Goud   | Debbie Meyer      | USA  | OR 2:10.5 |
| Zilver | Jan Henne         | USA  | 2:11.0    |
| Brons  | Jane Barkman      | USA  | 2:11.2    |
| 4      | Gabriele Wetzko   | GDR  | 2:12.3    |
| 5      | Mirjana Šegrt     | YUG  | 2:13.3    |
| 6      | Claude Mandonnaud | FRA  | 2:14.9    |
| 7      | Lynette Bell      | AUS  | 2:15.1    |
| 8      | Olga Kozičová     | TCH  | 2:16.0    |

### 400 m vrije slag
| rang   | sporter              | land | tijd      |
| ------ | -------------------- | ---- | --------- |
| Goud   | Debbie Meyer         | USA  | OR 4:31.8 |
| Zilver | Linda Gustavson      | USA  | 4:35.5    |
| Brons  | Karen Moras          | AUS  | 4:37.0    |
| 4      | Pamela Kruse         | USA  | 4:37.2    |
| 5      | Gabriele Wetzko      | GDR  | 4:40.2    |
| 6      | Maria Teresa Ramírez | MEX  | 4:42.2    |
| 7      | Angela Coughlan      | CAN  | 4:51.9    |
| 8      | Ingrid Morris        | SWE  | 4:53.8    |

### 800 m vrije slag
| rang   | sporter              | land | tijd      |
| ------ | -------------------- | ---- | --------- |
| Goud   | Debbie Meyer         | USA  | OR 9:24.0 |
| Zilver | Pamela Kruse         | USA  | 9:35.7    |
| Brons  | Maria Teresa Ramírez | MEX  | 9:38.5    |
| 4      | Karen Moras          | AUS  | 9:38.6    |
| 5      | Patty Caretto        | USA  | 9:57.3    |
| 6      | Angela Coughlan      | CAN  | 9:56.4    |
| 7      | Denise Langford      | AUS  | 9:56.7    |
| 8      | Laura Vaca           | MEX  | 10:02.5   |

### 100 m rugslag
| rang   | sporter         | land | tijd      |
| ------ | --------------- | ---- | --------- |
| Goud   | Kaye Hall       | USA  | WR 1:06.2 |
| Zilver | Elaine Tanner   | CAN  | 1:06.7    |
| Brons  | Jane Swagerty   | USA  | 1:08.1    |
| 4      | Kendis Moore    | USA  | 1:08.3    |
| 5      | Andrea Gyarmati | HUN  | 1:09.1    |
| 6      | Lynne Watson    | AUS  | 1:09.1    |
| 7      | Sylvie Canet    | FRA  | 1:09.3    |
| 8      | Glenda Stirling | NZL  | 1:10.6    |

### 200 m rugslag
| rang   | sporter          | land | tijd      |
| ------ | ---------------- | ---- | --------- |
| Goud   | Lillian Watson   | USA  | OR 2:24.8 |
| Zilver | Elaine Tanner    | CAN  | 2:27.4    |
| Brons  | Kaye Hall        | USA  | 2:28.9    |
| 4      | Lynne Watson     | AUS  | 2:29.5    |
| 5      | Wendy Burrell    | GBR  | 2:32.3    |
| 6      | Zdenka Gašparac  | YUG  | 2:33.5    |
| 7      | María Corominas  | ESP  | 2:33.9    |
| 8      | Bénédicte Duprez | FRA  | 2:36.6    |

### 100 m schoolslag
| rang   | sporter                    | land | tijd      |
| ------ | -------------------------- | ---- | --------- |
| Goud   | Đurđica Bjedov             | YUG  | OR 1:15.8 |
| Zilver | Galina Prozoemensjtsjikova | URS  | 1:15.9    |
| Brons  | Sharon Wichman             | USA  | 1:16.1    |
| 4      | Uta Frommater              | FRG  | 1:16.2    |
| 5      | Catie Ball                 | USA  | 1:16.7    |
| 6      | Kiyoe Nakagawa             | JPN  | 1:17.0    |
| 7      | Svetlana Babanina          | URS  | 1:17.2    |
| 8      | Ana Norbis                 | URU  | 1:17.3    |

### 200 m schoolslag
| rang   | sporter                    | land | tijd      |
| ------ | -------------------------- | ---- | --------- |
| Goud   | Sharon Wichman             | USA  | OR 2:44.4 |
| Zilver | Đurđica Bjedov             | YUG  | 2:46.4    |
| Brons  | Galina Prozoemensjtsjikova | URS  | 2:47.0    |
| 4      | Alla Grebennikova          | URS  | 2:47.1    |
| 5      | Cathy Jamison              | USA  | 2:48.4    |
| 6      | Svetlana Babanina          | URS  | 2:48.4    |
| 7      | Chieno Shibata             | JPN  | 2:51.5    |
| 8      | Ana Norbis                 | URU  | 2:51.9    |

### 100 m vlinderslag
| rang   | sporter         | land | tijd   |
| ------ | --------------- | ---- | ------ |
| Goud   | Lyn McClements  | AUS  | 1:05.5 |
| Zilver | Ellie Daniel    | USA  | 1:05.8 |
| Brons  | Susan Shields   | USA  | 1:06.2 |
| 4      | Ada Kok         | NED  | 1:06.2 |
| 5      | Andrea Gyarmati | HUN  | 1:06.8 |
| 6      | Heike Hustede   | FRG  | 1:06.9 |
| 7      | Toni Hewitt     | USA  | 1:07.5 |
| 8      | Helga Lindner   | GDR  | 1:07.6 |

### 200 m vlinderslag
| rang   | sporter        | land | tijd      |
| ------ | -------------- | ---- | --------- |
| Goud   | Ada Kok        | NED  | OR 2:24.7 |
| Zilver | Helga Lindner  | GDR  | 2:24.8    |
| Brons  | Ellie Daniel   | USA  | 2:25.9    |
| 4      | Toni Hewitt    | USA  | 2:26.2    |
| 5      | Heike Hustede  | FRG  | 2:27.9    |
| 6      | Diane Giebel   | USA  | 2:31.7    |
| 7      | Margaret Auton | GBR  | 2:33.2    |
| 8      | Yasuko Fujii   | JPN  | 2:34.3    |

### 200 m wisselslag
| rang   | sporter           | land | tijd      |
| ------ | ----------------- | ---- | --------- |
| Goud   | Claudia Kolb      | USA  | OR 2:24.7 |
| Zilver | Sue Pedersen      | USA  | 2:28.8    |
| Brons  | Jan Henne         | USA  | 2:31.4    |
| 4      | Sabine Steinbach  | GDR  | 2:31.4    |
| 5      | Yoshimi Nishigawa | JPN  | 2:33.7    |
| 6      | Marianne Seydel   | GDR  | 2:33.7    |
| 7      | Larissa Zacharova | URS  | 2:37.0    |
| —      | Shelagh Ratcliffe | GBR  | DQ        |

### 400 m wisselslag
| rang   | sporter           | land | tijd      |
| ------ | ----------------- | ---- | --------- |
| Goud   | Claudia Kolb      | USA  | OR 5:08.5 |
| Zilver | Lynn Vidali       | USA  | 5:22.2    |
| Brons  | Sabine Steinbach  | GDR  | 5:25.3    |
| 4      | Sue Pedersen      | USA  | 5:25.8    |
| 5      | Shelagh Ratcliffe | GBR  | 5:30.5    |
| 6      | Marianne Seydel   | GDR  | 5:32.0    |
| 7      | Tui Shipston      | NZL  | 5:34.6    |
| 8      | Laura Vaca        | MEX  | 5:35.7    |

### 4x100 m vrije slag
| rang   | sporters                                                                     | land | tijd                        | totale tijd |
| ------ | ---------------------------------------------------------------------------- | ---- | --------------------------- | ----------- |
| Goud   | Jane Barkman Linda Gustavson Sue Pedersen Jan Henne                          | USA  | 1:01.2 1:00.5 1:01.3 59.5   | WR 4:02.5   |
| Zilver | Martina Grunert Uta Schmuck Roswitha Krause Gabriele Wetzko Gabriele Perthes | GDR  | 1:01.5 1:01.6 1:02.2 1:00.4 | 4:05.7      |
| Brons  | Angela Coughlan Marilyn Corson Elaine Tanner Marion Lay                      | CAN  | 1:02.4 1:03.6 1:01.7 59.5   | 4:07.2      |
| 4      | Janet Steinbeck Susan Eddy Lynette Watson Lynette Bell Julie McDonald        | AUS  | 1:02.7 1:03.5 1:01.6 1:00.9 | 4:08.7      |
| 5      | Edit Kovács Magdolna Patóh Andrea Gyarmati Judit Turóczy                     | HUN  | 1:03.8 1:02.7 1:02.6 1:01.9 | 4:11.0      |
| 6      | Shigeko Kawanishi Yoshimi Nishigawa Yasuko Fujii Miwako Kobayashi Yumiko Ono | JPN  | 1:02.6 1:03.3 1:05.1 1:02.6 | 4:13.6      |
| 7      | Shelagh Ratcliffe Fiona Kellock Susan Williams Alexandra Jackson             | GBR  | 1:05.2 1:04.8 1:04.9 1:03.1 | 4:18.0      |
| —      | Marie Kersaudy Simone Hanner Danièle Dorléans Claude Mandonnaud              | FRA  | 1:05.3 1:03.1 1:04.3 1:03.1 | (4:13.3) DQ |

### 4x100 m wisselslag
| rang   | sporters                                                                                        | land | tijd                        | totale tijd |
| ------ | ----------------------------------------------------------------------------------------------- | ---- | --------------------------- | ----------- |
| Goud   | Kaye Hall Catie Ball Ellie Daniel Sue Pedersen Jane Swagerty Suzy Jones Susan Shields Jan Henne | USA  | 1:07.8 1:16.3 1:04.8 59.4   | OR 4:28.3   |
| Zilver | Lynne Watson Judy Playfair Lyn McClements Janet Steinbeck Lynette Bell                          | AUS  | 1:08.5 1:15.9 1:05.0 1:00.6 | 4:30.0      |
| Brons  | Angelika Kraus Uta Frommater Heike Hustede Heidemarie Reineck                                   | FRG  | 1:12.6 1:15.7 1:03.7 1:02.0 | 4:36.4      |
| 4      | Tinatin Lekveisjvili Alla Grebennikova Tatjana Devjatova Lidija Grebets Larissa Zacharova       | URS  | 1:10.9 1:17.2 1:07.0 1:01.9 | 4:37.0      |
| 5      | Martina Grunert Eva Wittke Helga Lindner Uta Schmuck                                            | GDR  | 1:10.1 1:19.2 1:06.8 1:01.9 | 4:38.0      |
| 6      | Wendy Burrell Dorothy Harrison Margaret Auton Alexandra Jackson                                 | GBR  | 1:11.3 1:19.3 1:06.8 1:00.9 | 4:38.3      |
| 7      | Cobie Buter Klenie Bimolt Ada Kok Nel Bos                                                       | NED  | 1:10.3 1:19.7 1:06.5 1:02.2 | 4:38.7      |
| 8      | Mária Lantos Edit Kovács Andrea Gyarmati Judit Turóczy                                          | HUN  | 1:11.2 1:20.0 1:07.6 1:02.1 | 4:42.9      |

## Medaillespiegel
| rang   | land                     | goud | zilver | brons | totaal |
| ------ | ------------------------ | ---- | ------ | ----- | ------ |
| 1      | Verenigde Staten         | 21   | 15     | 16    | 52     |
| 2      | Australië                | 3    | 2      | 3     | 8      |
| 3      | DDR                      | 2    | 3      | 1     | 6      |
| 4      | Joegoslavië              | 1    | 1      | 0     | 2      |
| 5      | Mexico                   | 1    | 0      | 1     | 2      |
| 6      | Nederland                | 1    | 0      | 0     | 1      |
| 7      | Sovjet-Unie              | 0    | 4      | 4     | 8      |
| 8      | Canada                   | 0    | 3      | 1     | 4      |
| 9      | Groot-Brittannië         | 0    | 1      | 0     | 1      |
| 10     | Bondsrepubliek Duitsland | 0    | 0      | 2     | 2      |
| 11     | Frankrijk                | 0    | 0      | 1     | 1      |
| totaal | totaal                   | 29   | 29     | 29    | 87     |